# Šestajovická stráň
Přírodní rezervace Šestajovická stráň je chráněné území tvořené zalesněnou opukovou strání, která se nachází jižně od silnice mezi obcemi Šestajovice a Roztoky. Předmětem ochrany v území je smíšená dubohabřina na opukovém svahu s bohatým bylinným podrostem, odpovídajícím přirozené skladbě lesního porostu. Lokalita je zároveň biocentrem v málo zalesněné zemědělské krajině.

## Přírodní poměry

### Geologie
Podkladem jsou svrchnokřídové slínovce až jílové vápence jizerského souvrství (střední až svrchní turon) s relikty splavených pleistocenních štěrkopísků. Zářez údolíčka pokrývají fluviodeluviální hlinitopísčité naplaveniny.

### Flora

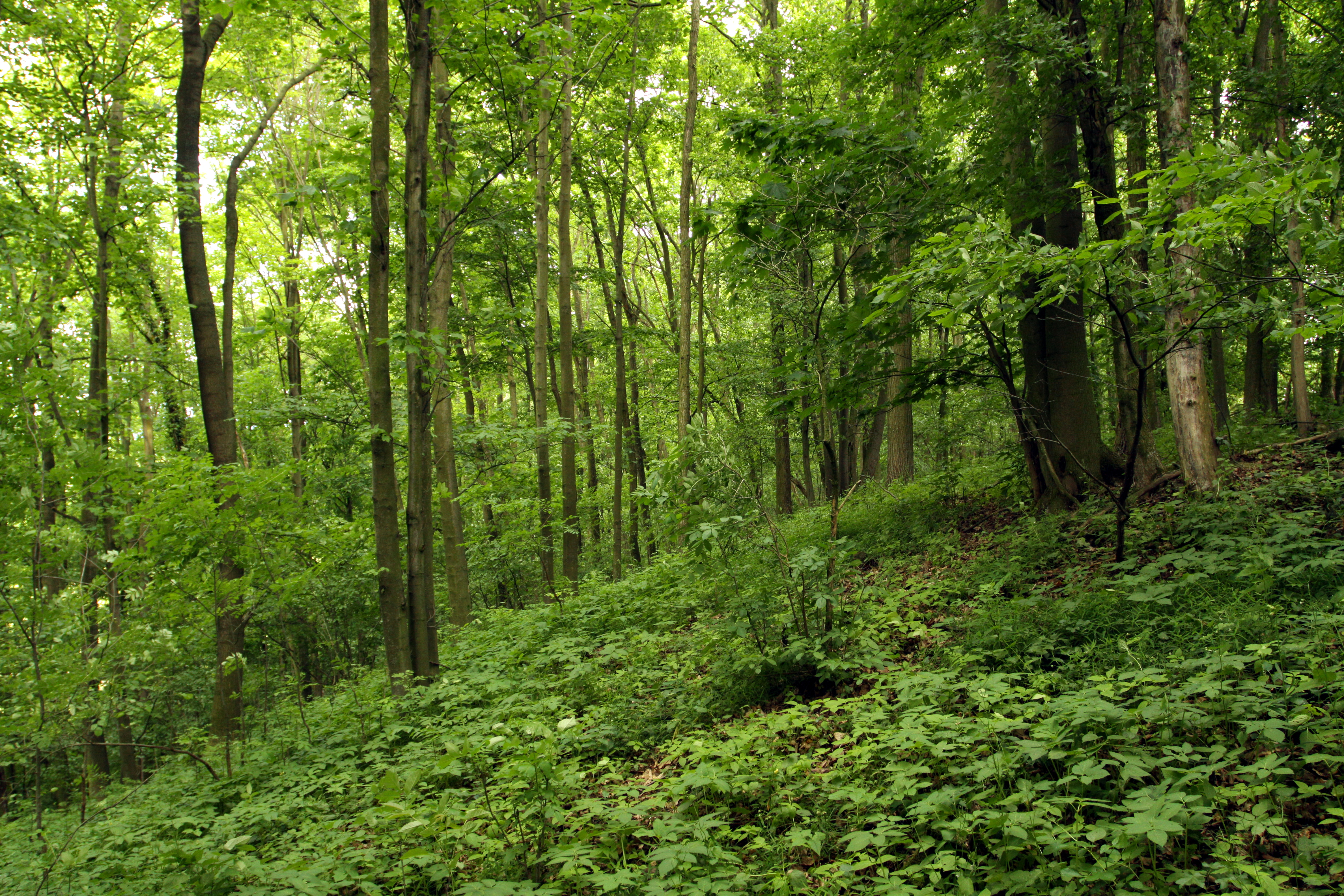
Stromové a bylinné patro na lokalitě

Lesní společenstva tvoří bukové a habrové doubravy (svaz Carpinion), na úpatí svahu se nacházejí fragmenty společenstev svazu Alno-Ulmion a v porostních pláštích i svazu Prunion spinosae. Dřevinná skladba porostů je poměrně pestrá. Stromové patro tvoří dub letní (Quercus robur) a dub zimní (Quercus patraea), habr obecný (Carpinus betulus), javor klen (Acer pseudoplatanus), javor mléč (Acer platanoides) a javor babyka (Acer campestre), lípa malolistá (Tilia cordata) a lípa velkolistá (Tilia platyphyllos), a dalšími druhy dřevin.
V bylinném patře rostou typické druhy hajní květeny např. ptačinec velkokvětý (Stellaria holostea), hrachor jarní (Lathyrus vernus), kokořík mnohokvětý (Polygonatum multiflorum), jaterník trojlaločný (Hepatica nobilis), prvosenka vyšší (Primula elatior), prvosenka jarní (Primula veris), ostřice chlupatá (Carex pilosa), dymnivka dutá (Corydalis cava) aj. Z chráněných druhů rostlin se zde vyskytuje střevíčník pantoflíček (Cypripedium calceolus), lilie zlatohlávek (Lilium martagon), vemeník dvoulistý (Platanthera bifolia) a medovník velkokvětý (Melittis melissophyllum).

### Fauna

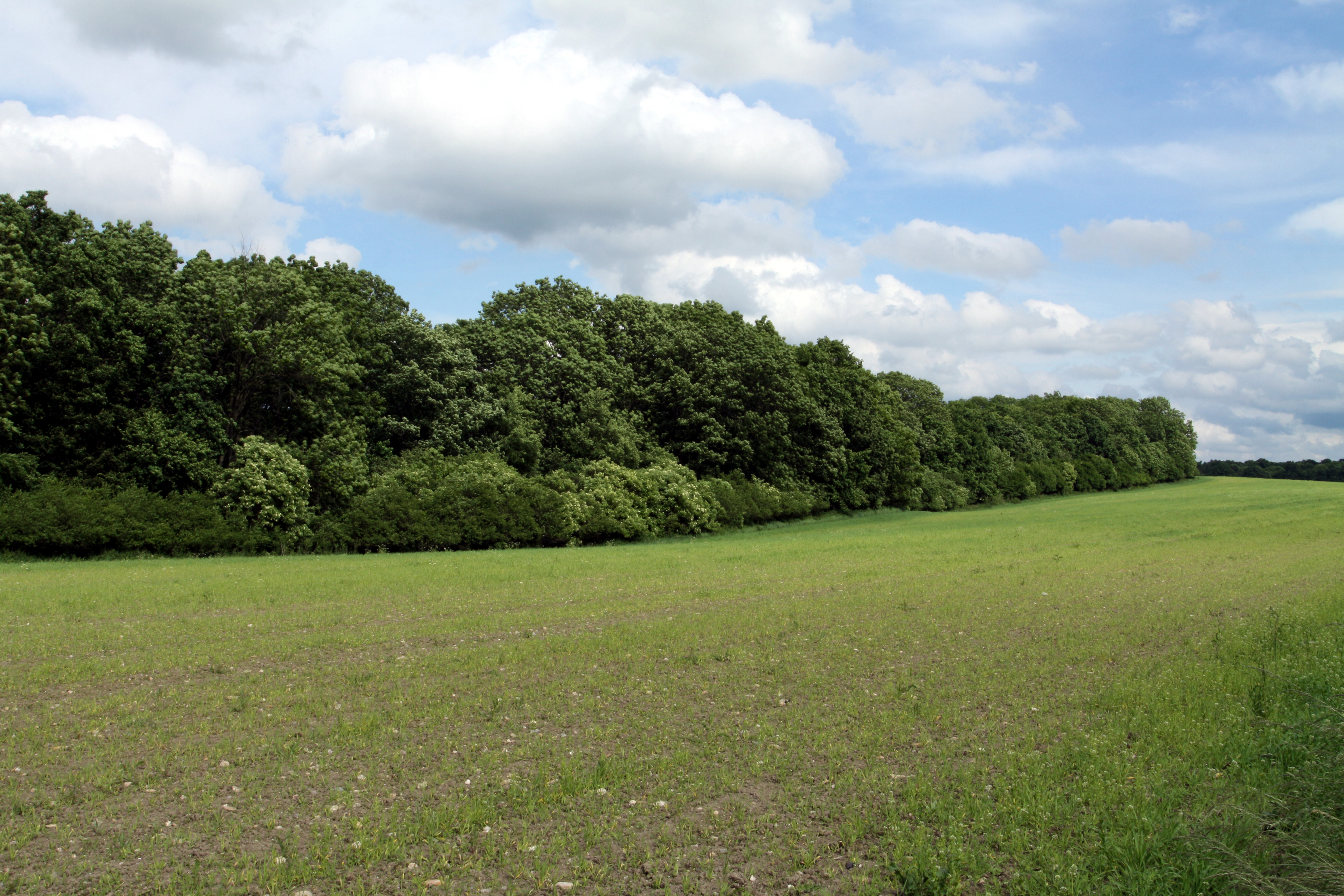
Na jižním okraji přírodní rezervace se nachází využívané pole

Hnízdí zde druhy ptáků charakteristické pro lesní lokality jako káně lesní (Buteo buteo), kukačka obecná (Cuculus canorus), strakapoud velký (Dendrocopos major), linduška lesní (Anthus trivialis), pěvuška modrá (Prunella modularis), červenka obecná (Erithacus rubecula) atd. Ve stráni se dlouhodobě vyskytuje jezevec lesní (Meles meles).

## Galerie

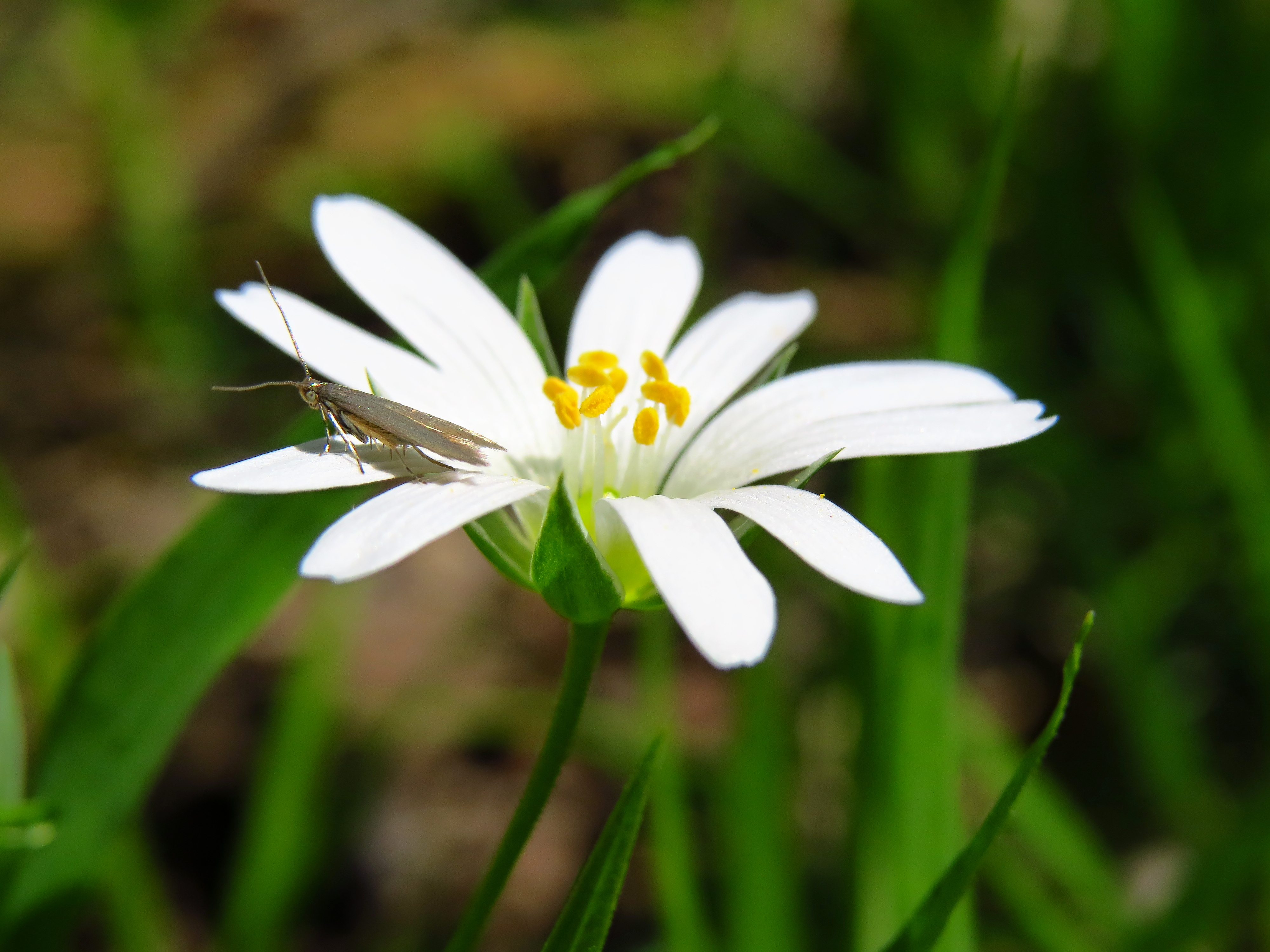
Ptačinec velkokvětý
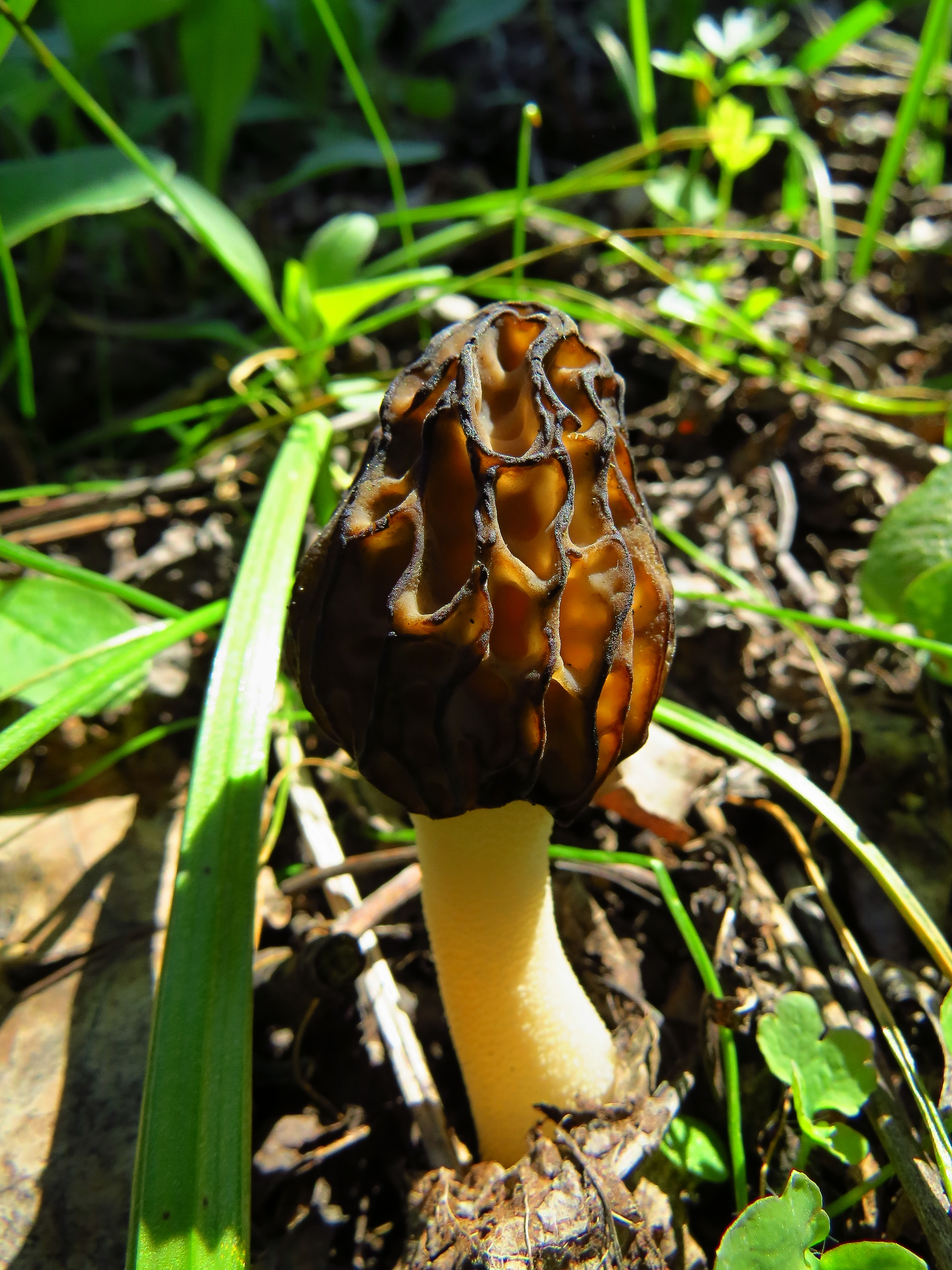
Smrž vysoký
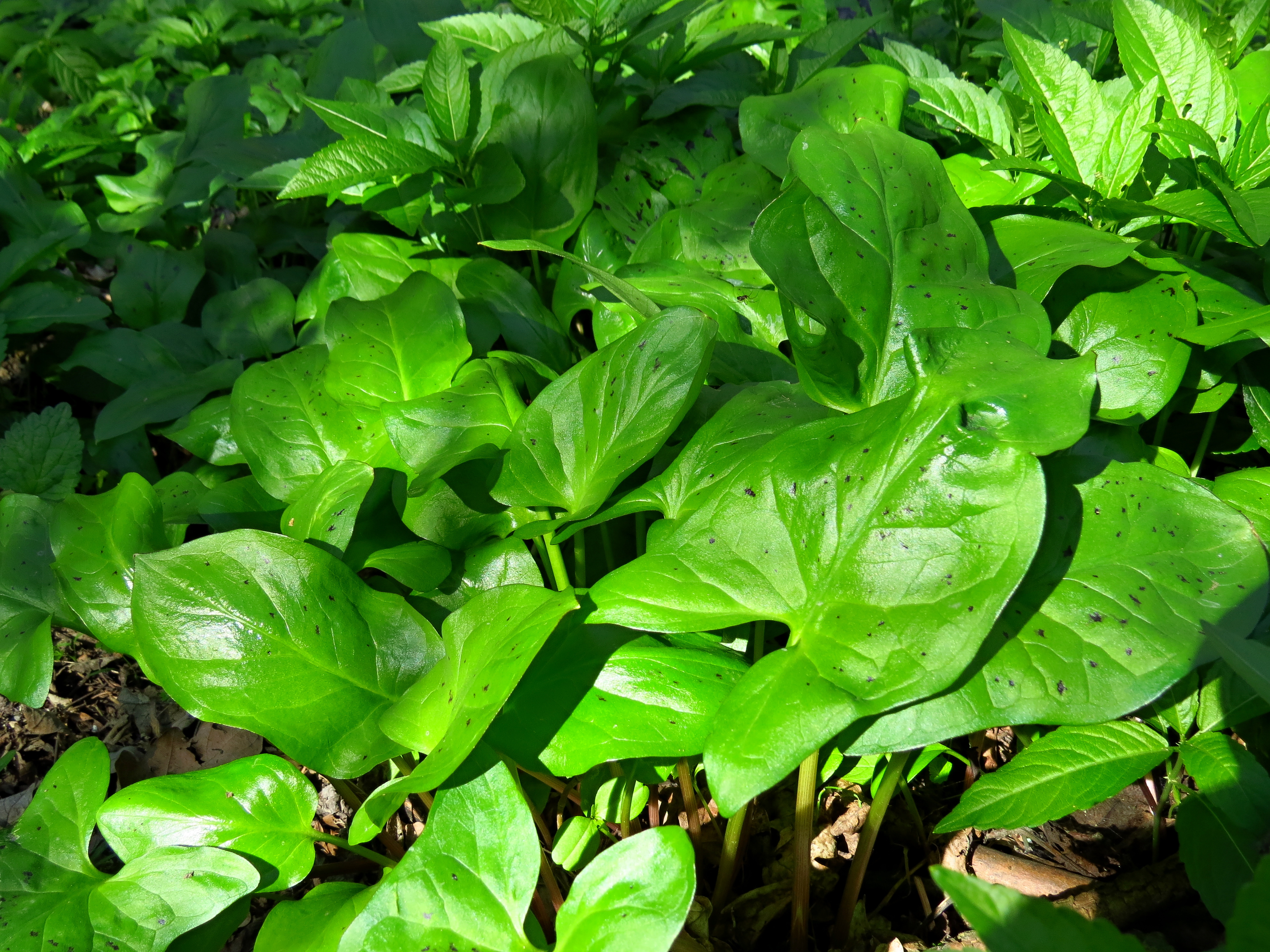
Květena v rezervaci